# Moimenta de Maceira Dão
Moimenta de Maceira Dão é uma povoação portuguesa do Município de Mangualde que foi sede da extinta Freguesia de Moimenta de Maceira Dão, freguesia que tinha 6,39 km² de área e 514 habitantes (2011), e, por isso, uma densidade populacional de 80,4 hab/km².
A Freguesia de Moimenta de Maceira Dão foi extinta (agregada) pela reorganização administrativa de 2012/2013, sendo o seu território integrado na então criada União de Freguesias de Moimenta de Maceira Dão e Lobelhe do Mato.
Moimenta de Maceira Dão foi vila e sede do concelho de Maceira Dão. Este era constituído apenas por uma freguesia e tinha, em 1801, 313 habitantes.
Actualmente, a antiga freguesia é constituída pela aldeia que lhe dá nome, não integrando nesta outras aldeias ou lugares, sendo assim uma das maiores freguesias do concelho de Mangualde.
Como colectividades, dispõe do Centro Social, Cultural, Desportivo e de Defesa do Ambiente e Património de Moimenta de Maceira Dão e do Moimenta do Dão Futebol Clube.
Em termos de infra-estruturas, a freguesia dispõe de um Campo de Futebol, Polidesportivo, Parque Infantil, Escola Primária e Centro Social.
Localizada a poucos quilómetros da sede de município, a freguesia encontra-se igualmente próxima de Nelas e de Viseu, beneficiando assim de uma situação geográfica privilegiada.
A Freguesia de Moimenta de Maceira Dão é atravessada pela Estrada Nacional 234 e ainda pela Linha da Beira Alta, sendo que dispõe igualmente de uma estação designada por Moimenta-Alcafache. O facto de surgir "Alcafache" na designação da estação deve-se à localização das termas a cerca de 6 quilómetros com o mesmo nome.
A cerca de um quilómetro da estação de comboios teve lugar, em 11 de Setembro de 1985, o Desastre Ferroviário de Moimenta-Alcafache. Foi o maior acidente ferroviário ocorrido em Portugal, com um número de mortes ainda hoje desconhecido.

## População
| População da freguesia de Moimenta de Maceira Dão | População da freguesia de Moimenta de Maceira Dão | População da freguesia de Moimenta de Maceira Dão | População da freguesia de Moimenta de Maceira Dão | População da freguesia de Moimenta de Maceira Dão | População da freguesia de Moimenta de Maceira Dão | População da freguesia de Moimenta de Maceira Dão | População da freguesia de Moimenta de Maceira Dão | População da freguesia de Moimenta de Maceira Dão | População da freguesia de Moimenta de Maceira Dão | População da freguesia de Moimenta de Maceira Dão | População da freguesia de Moimenta de Maceira Dão | População da freguesia de Moimenta de Maceira Dão | População da freguesia de Moimenta de Maceira Dão | População da freguesia de Moimenta de Maceira Dão |
| ------------------------------------------------- | ------------------------------------------------- | ------------------------------------------------- | ------------------------------------------------- | ------------------------------------------------- | ------------------------------------------------- | ------------------------------------------------- | ------------------------------------------------- | ------------------------------------------------- | ------------------------------------------------- | ------------------------------------------------- | ------------------------------------------------- | ------------------------------------------------- | ------------------------------------------------- | ------------------------------------------------- |
| 1864                                              | 1878                                              | 1890                                              | 1900                                              | 1911                                              | 1920                                              | 1930                                              | 1940                                              | 1950                                              | 1960                                              | 1970                                              | 1981                                              | 1991                                              | 2001                                              | 2011                                              |
| 434                                               | 506                                               | 560                                               | 488                                               | 539                                               | 466                                               | 622                                               | 609                                               | 642                                               | 627                                               | 565                                               | 647                                               | 754                                               | 664                                               | 514                                               |

| Distribuição da População por Grupos Etários | Distribuição da População por Grupos Etários | Distribuição da População por Grupos Etários | Distribuição da População por Grupos Etários | Distribuição da População por Grupos Etários | Distribuição da População por Grupos Etários | Distribuição da População por Grupos Etários | Distribuição da População por Grupos Etários | Distribuição da População por Grupos Etários | Distribuição da População por Grupos Etários |
| -------------------------------------------- | -------------------------------------------- | -------------------------------------------- | -------------------------------------------- | -------------------------------------------- | -------------------------------------------- | -------------------------------------------- | -------------------------------------------- | -------------------------------------------- | -------------------------------------------- |
| Ano                                          | 0-14 Anos                                    | 15-24 Anos                                   | 25-64 Anos                                   | > 65 Anos                                    |                                              | 0-14 Anos                                    | 15-24 Anos                                   | 25-64 Anos                                   | > 65 Anos                                    |
| 2001                                         | 127                                          | 100                                          | 337                                          | 100                                          |                                              | 19,1%                                        | 15,1%                                        | 50,8%                                        | 15,1%                                        |
| 2011                                         | 61                                           | 72                                           | 281                                          | 100                                          |                                              | 11,9%                                        | 14,0%                                        | 54,7%                                        | 19,5%                                        |

Média do País no censo de 2001:  0/14 Anos-16,0%; 15/24 Anos-14,3%; 25/64 Anos-53,4%; 65 e mais Anos-16,4%
Média do País no censo de 2011:   0/14 Anos-14,9%; 15/24 Anos-10,9%; 25/64 Anos-55,2%; 65 e mais Anos-19,0%

## Património
Ao nível do património, na antiga freguesia encontra-se edificada a Igreja Paroquial, construída na primeira metade do século XVIII. A aldeia tem como padroeira Nª Srª das Neves e é comemorada no dia 5 de Agosto.